# Xenoplatyura hopkinsi
Xenoplatyura hopkinsi är en tvåvingeart som först beskrevs av Edwards 1928.  Xenoplatyura hopkinsi ingår i släktet Xenoplatyura och familjen platthornsmyggor. Inga underarter finns listade i Catalogue of Life.